# Agricultura de secano

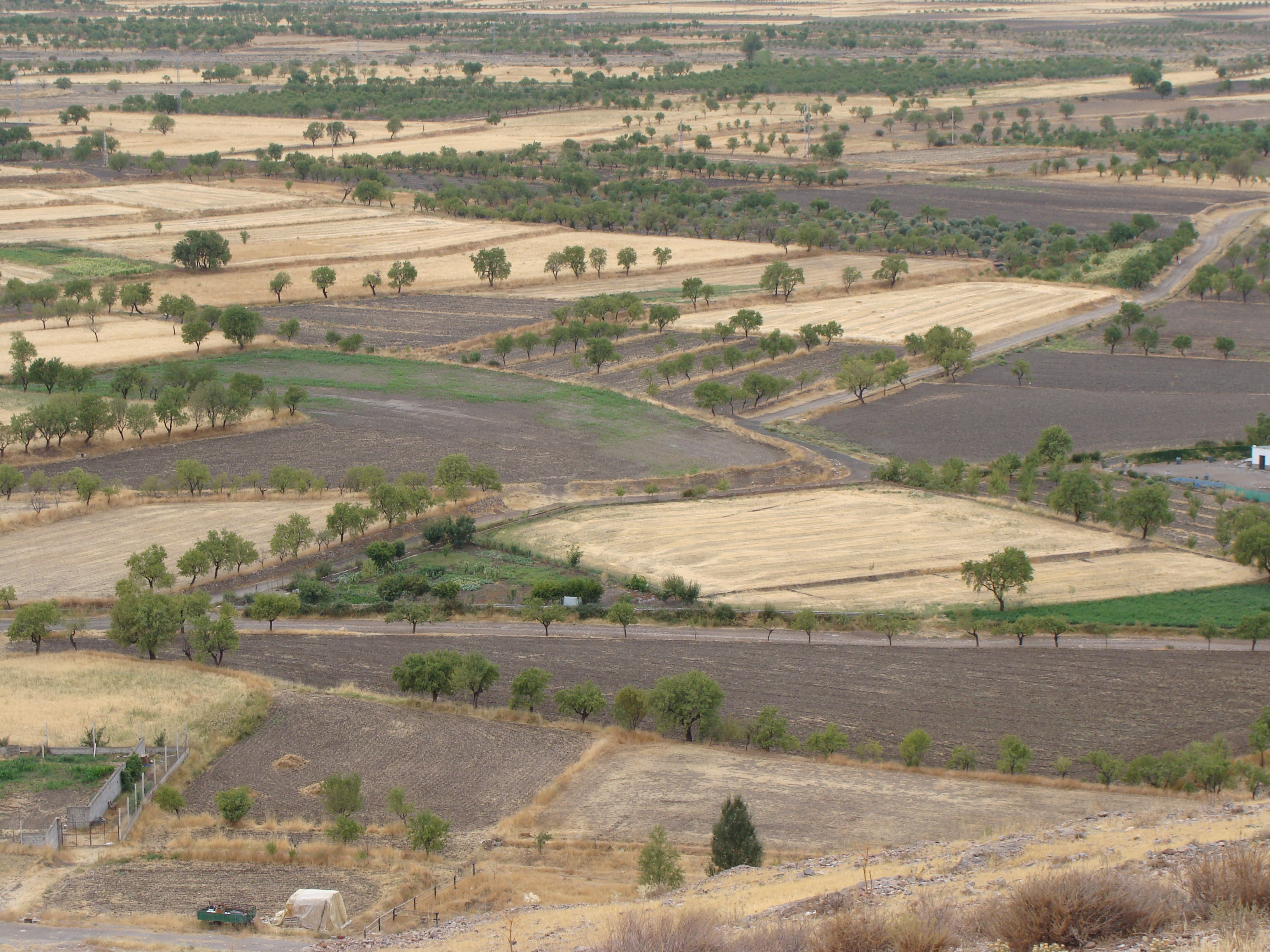
Cultivos de secano en la provincia de Granada, España

La agricultura de secano o de temporal es aquella en la que el ser humano no contribuye a la irrigación de los campos, sino que utiliza únicamente la que proviene de las lluvias.
Las aceitunas provenientes de los olivos de secano tienen mayor rendimiento que las de regadío, ya que estas no poseen tanta cantidad de agua y, por lo tanto, su porcentaje de aceite es mayor.
En el hemisferio norte, se conoce como agricultura de temporal y se realiza de abril a septiembre. En Chile, se conoce como agricultura de rulo.

## Cultivos de secano

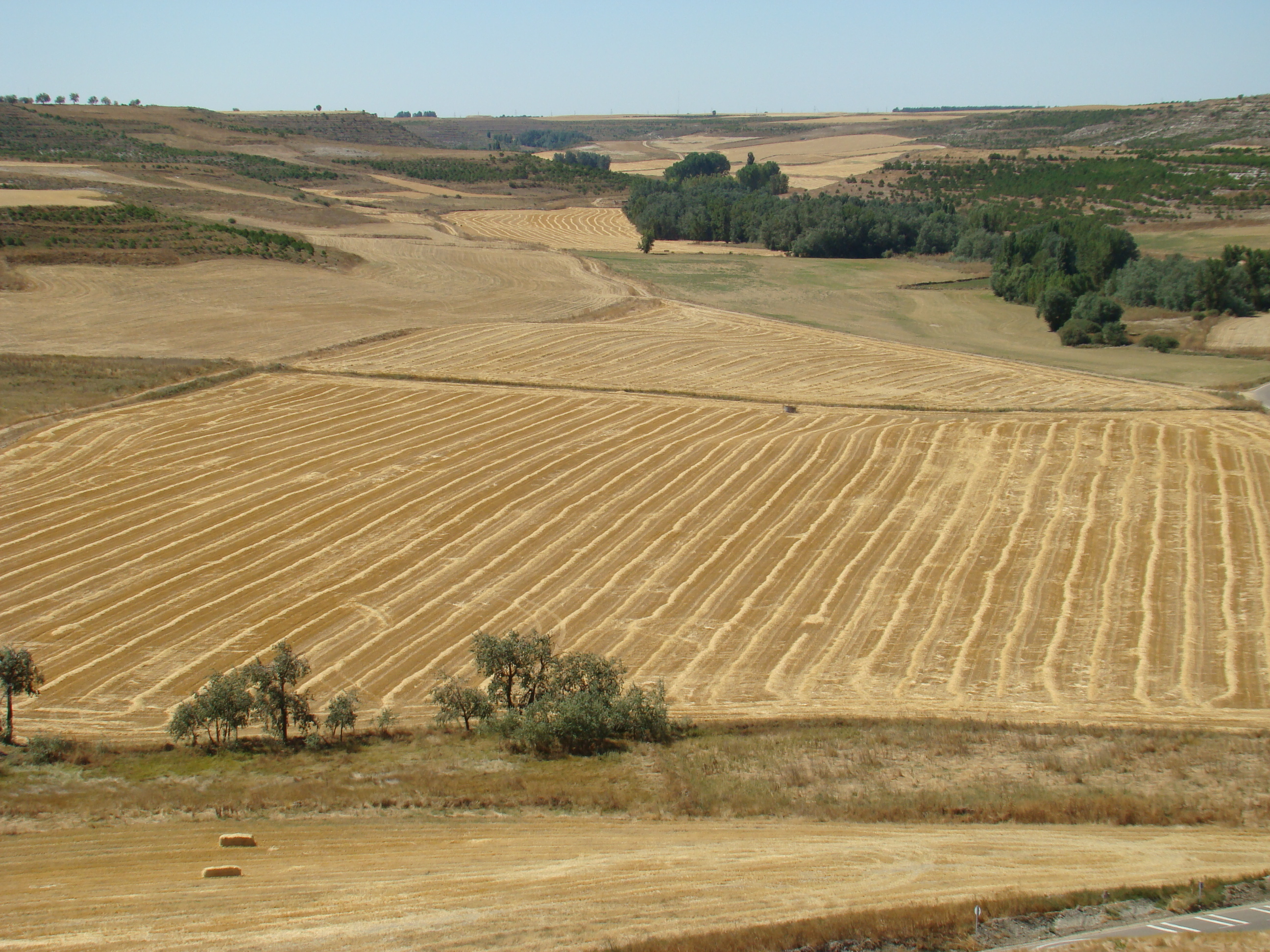
Cultivos de secano en la provincia de Valladolid, España

Algunos cultivos de secano típicos del Mediterráneo son estos:
- Cereales: cebada, trigo, avena, centeno, mijo.
- Legumbres: garbanzos, guisantes, habas, cacahuetes.
- Árboles frutales: almendro, albaricoquero, olivo.
- Otros árboles: algarrobo.
- Vid.
- Hortalizas: cebollas, melones, tomates, etc.

La trilogía mediterránea se basa precisamente en el cultivo de trigo, olivos y vid.

## Características
- Área geográfica: América Central; norte y este de América del Sur; África Subsahariana; algunas zonas de Asia y España.
- Clima: Clima tropical.
- Técnicas: Practican rotación trienal:
  - 1 hoja de barbecho (sin cultivar)
  - Utilizan abono animal
- Sistemas de cultivo: Monocultivo: cacahuete / mijo. Extensiva de secano.
- Problemas: Si se retrasan las épocas de lluvia puede provocar hambruna, poco rendimiento.